# Aphelinus annulipes
Aphelinus annulipes är en stekelart som först beskrevs av Walker 1851.  Aphelinus annulipes ingår i släktet Aphelinus och familjen växtlussteklar. Arten är reproducerande i Sverige. Inga underarter finns listade i Catalogue of Life.